# Lag Sigfridsson
Lag Sigfridsson är ett damlag i curling som representerat Sverige vid flera internationella mästerskap. Främsta meriten är ett guld vid EM 2013. Vid OS i Sotji 2014 tog laget silver och de har även tagit silver vid tre olika världsmästerskap.
Laget bestod i mars 2016 av skippern Margaretha Sigfridsson, Christina Bertrup, Maria Wennerström, Maria Prytz och reserven Agnes Knochenhauer.
I slutet av maj 2017 meddelades att lagets gemensamma elitsatsning avslutas.

### Fotnoter
1. ↑  Lisa Edwinsson (31 maj 2017). ”OS-silverlaget missar nästa OS” (på svenska). Dagens nyheter. http://www.dn.se/sport/os-silverlaget-missar-nasta-os-avslutar-curlingsatsning/. Läst 31 maj 2017.